# Phalaenopsis japonica
Espèce
Phalaenopsis japonica est une espèce d'orchidées épiphytes originaires des forêts de Chine, du Japon et de Corée. 

## Habitat
Cette orchidée pousse à des altitudes comprises entre 600 et 1 400 m et peut également se développer sur les falaises (en lithophyte) le long des vallées. 

## Description
La croissance est monopodiale, les feuilles mesurent 6 à 13 cm de long et 2 à 3 cm de large. Les inflorescences mesurent entre 17 et 19 cm de long et portent des fleurs blanc crème. Les sépales portent une à trois bandes transversales brun terne. Le labelle est tacheté de violet. L'éperon en forme de corne varie de 1,2 à 1,4 cm de longueur.

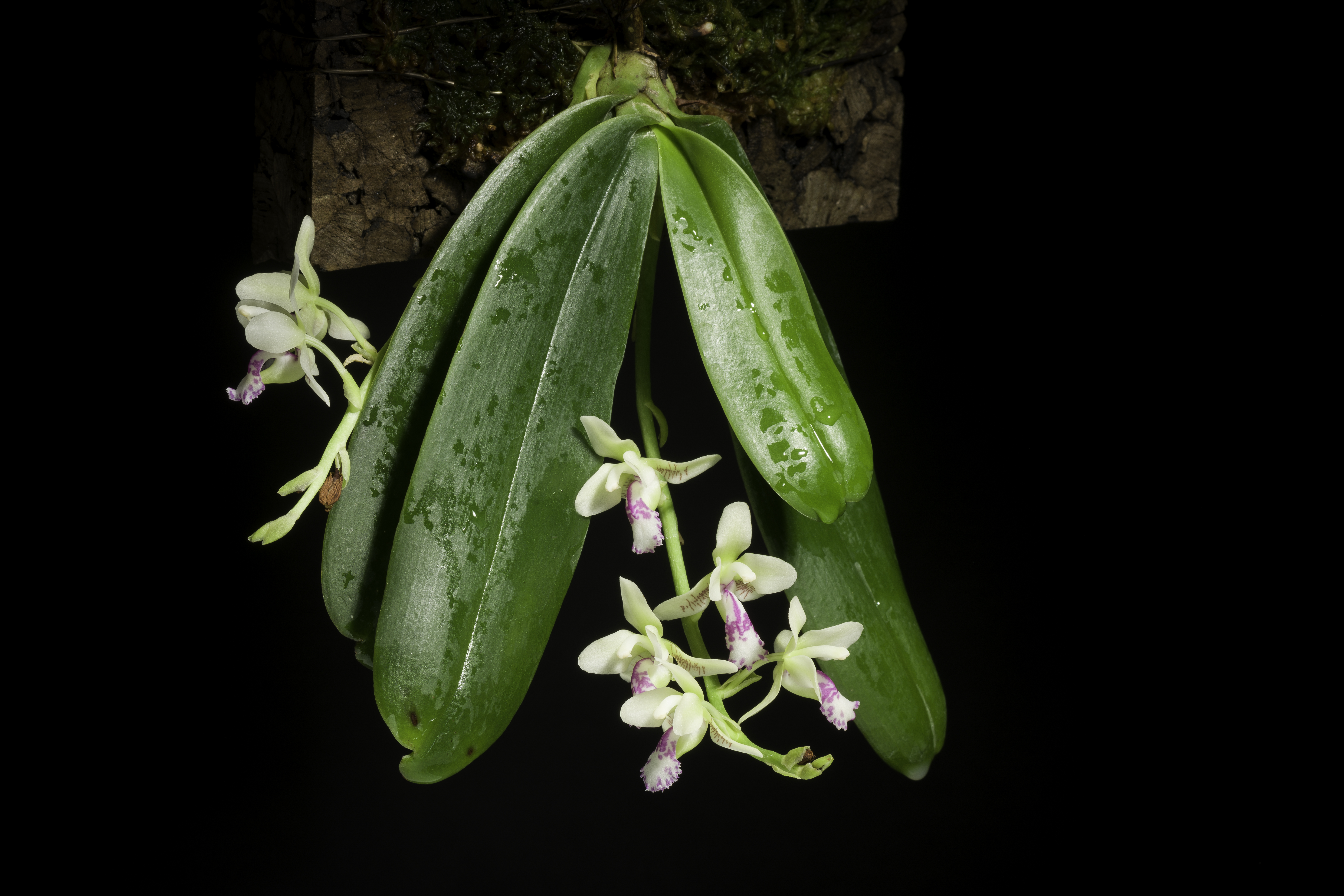
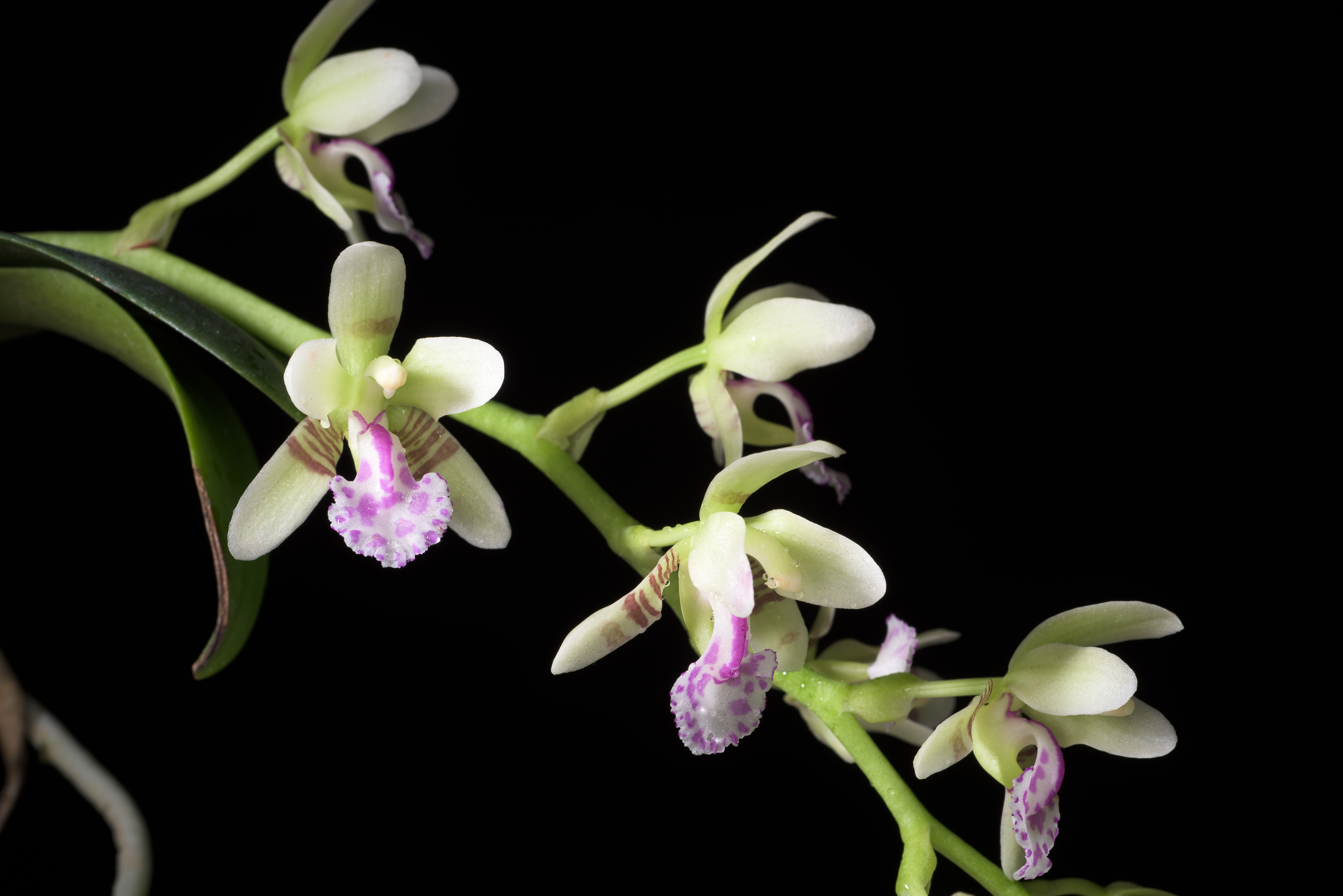
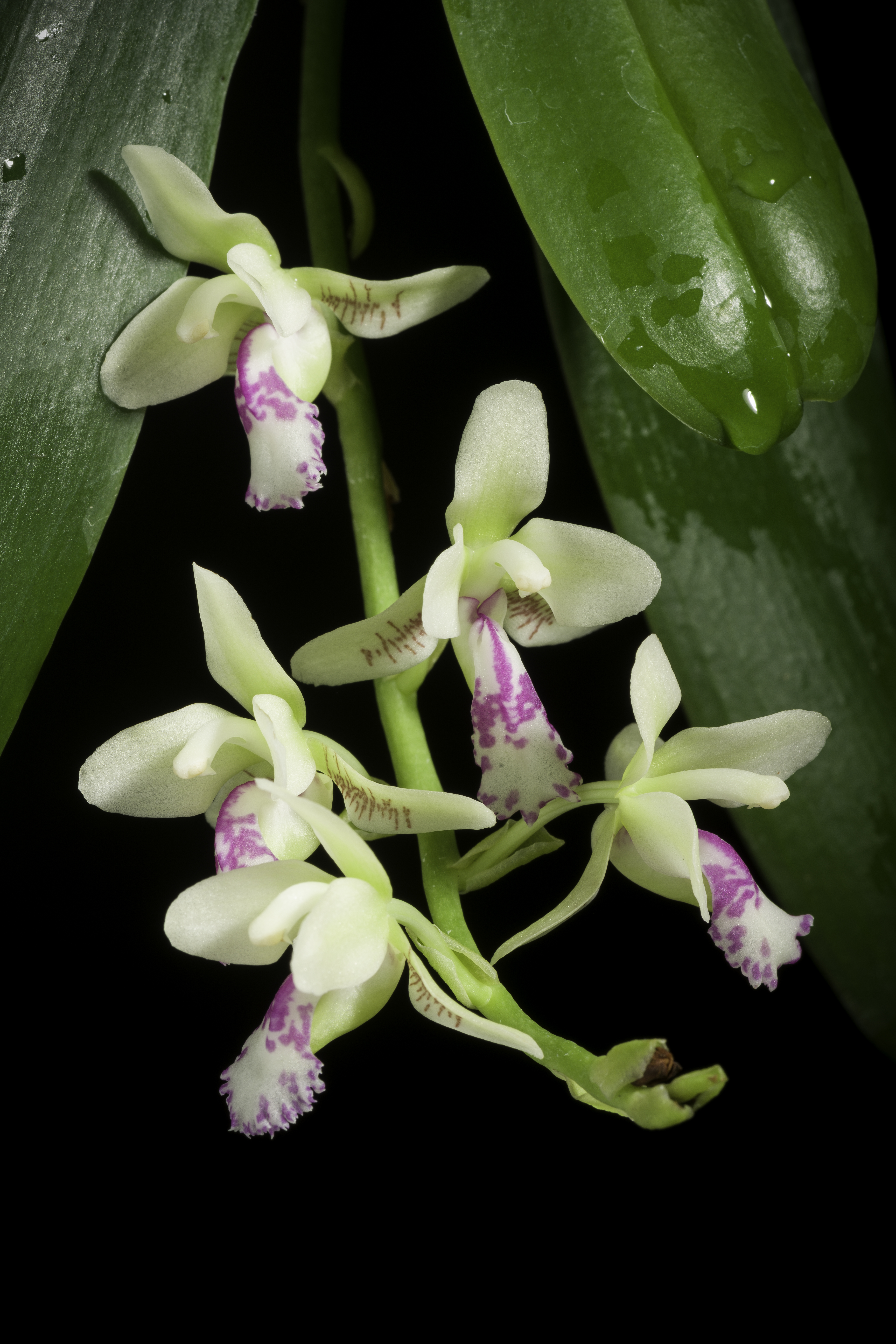
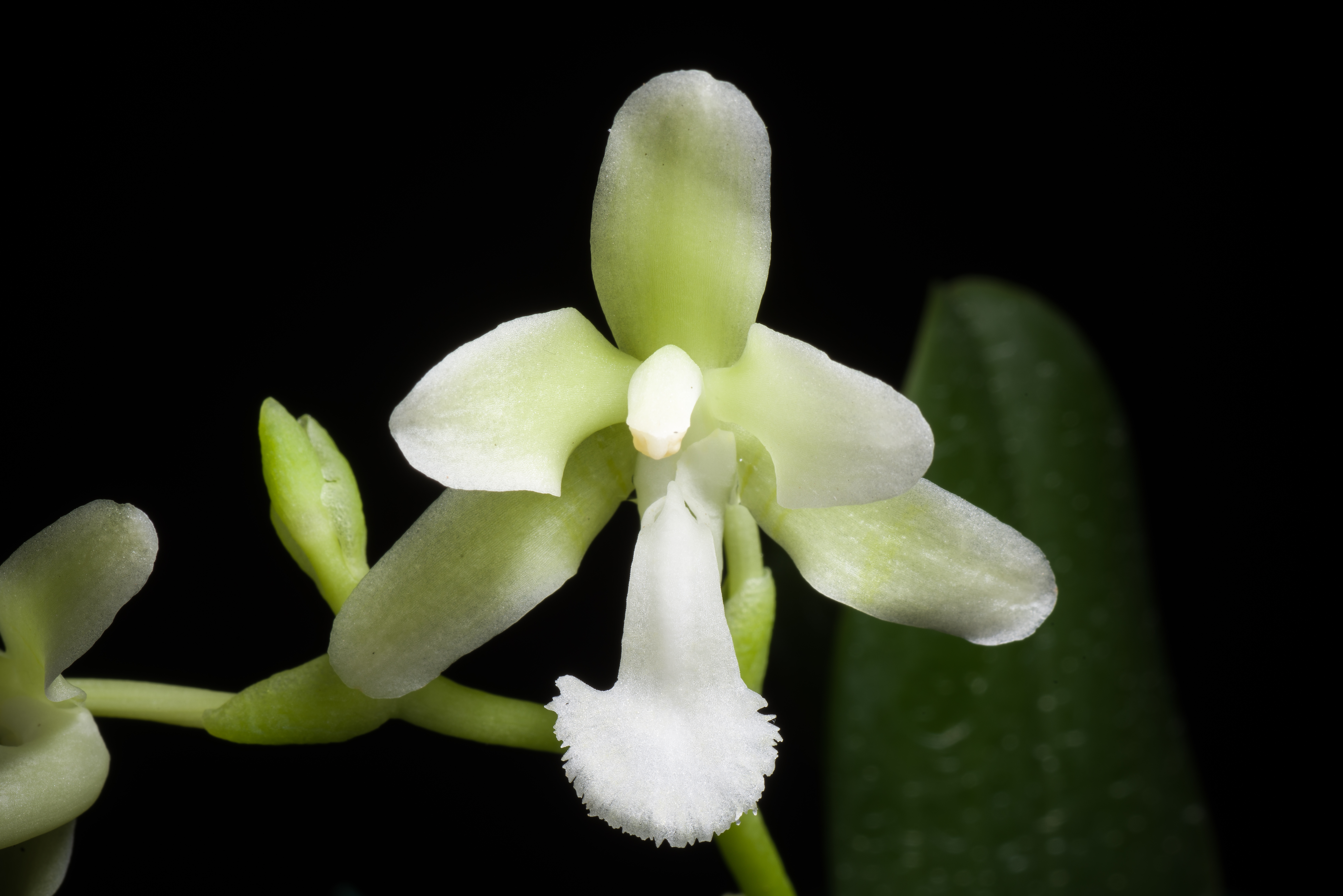

## Statut de conservation
L’UICN n'a pas évalué l'état de conservation de cette espèce. Elle est cependant inscrite à l'annexe II du CITES.

## Systématique
Le nom correct complet (avec auteur) de ce taxon est Phalaenopsis japonica (Rchb.f.) Kocyan (d) & Schuit. (d).
L'espèce a été initialement classée dans le genre Aerides sous le basionyme Aerides japonica Rchb.f..
Phalaenopsis japonica a pour synonymes :
- Aerides japonica Rchb.f.
- Hygrochilus japonicus (Rchb.f.) M.H.Li, Z.J.Liu & S.R.Lan
- Sedirea japonica (Rchb.f.) Garay & H.R.Sweet